# جوناثان إيميت
جوناثان إيميت (بالإنجليزية: Jonathan Emmett)‏ هو كاتب للأطفال بريطاني، ولد في 10 ديسمبر 1965 في ليستر في المملكة المتحدة.